# Art abreujada d'atrobar la veritat
L'Art abreujada d'atrobar la veritat és un llibre escrit per Ramon Llull el 1271. Va ser el precursor de la seva obra mestra Ars magna. El contingut del llibre li va venir després de llançar-se a la vida d'eremita tancant-se a meditar i contemplar a Randa, on va rebre una il·luminació divina. Estava convençut d'haver trobat el mètode infal·lible per a la conversió d'infidels.